# Sanremo-Festival 1976
Die 26. Ausgabe des Festival della Canzone Italiana di Sanremo fand 1976 vom 19. bis zum 21. Februar im städtischen Kasino in Sanremo statt und wurde von Giancarlo Guardabassi moderiert.

## Ablauf

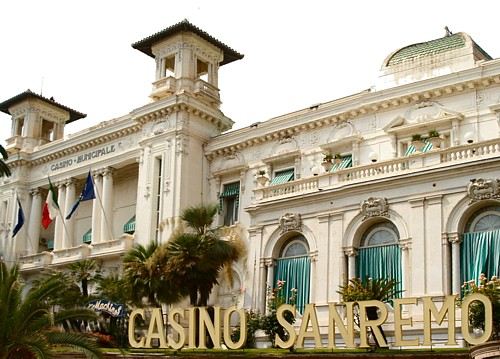
Das städtische Kasino, Veranstaltungsort des Sanremo-Festivals

Nach dem Flop des Vorjahres ging die Organisation des Festivals an Vittorio Salvetti über, der schon 1973 dafür verantwortlich gezeichnet hatte. Er führte als neues Element den Wettbewerb in „Mannschaften“ ein. Dabei wurden die 30 Teilnehmer in fünf Gruppen eingeteilt, denen je zwei „Mannschaftskapitäne“ vorangestellt waren; diese waren direkt für das Finale qualifiziert, während die anderen Gruppenmitglieder sich den üblichen Abstimmungen der Jurys stellen mussten. Pro Mannschaft erreichte das Mitglied mit den meisten Stimmen das Finale, womit 15 Finalisten feststanden; außerdem stellten sich die Zweitplatzierten jeder Gruppe einer weiteren Abstimmung, aus der weitere drei Finalisten hervorgingen.
Als Moderator debütierte Giancarlo Guardabassi, der als Sprecher einer Hitparaden-Radiosendung bekannt war. Seine Radioerfahrung spiegelte sich auch in der für das Festival ungewöhnlichen Tatsache wider, dass er nie aktiv auf der Bühne moderierte, sondern die Veranstaltung von einem Sitzplatz im Parkett aus kommentierte.
Das Teilnehmerfeld konnte in diesem Jahr wieder einige große Namen vorweisen: Sergio Endrigo, Ricchi e Poveri, Drupi, Peppino di Capri, Wess & Dori Ghezzi, die Camaleonti oder Orietta Berti. Ihr Debüt hatten Romina Power, die frisch mit Al Bano verheiratet war, die Gruppe Albatros von Toto Cutugno, der schon 1970 als Songwriter Sanremo-Erfahrung gesammelt hatte, oder auch das Daniel Sentacruz Ensemble, das 1974 mit Soleado einen Sommerhit in Italien gelandet hatte. Bei den teilnehmenden Liedern fielen 1976 mehrfach explizite erotische Inhalte auf, so in Due anelli von Paolo Frescura, Gli occhi di tua madre von Sandro Giacobbe und auch in Non lo faccio più von Peppino di Capri.
Im Finale trat eine Reihe von Gäste auf, darunter Julio Iglesias, Domenico Modugno, Rita Pavone und Erminio Macario. Am Ende gewann überraschend Peppino di Capri. Erfolgreicher waren im Anschluss andere Beiträge, wobei das Festival aber deutlich noch nicht zu seiner früheren Bedeutung zurückgefunden hatte.

## Teilnehmende Beiträge
| Platzierung | Interpret                 | Lied                     | Autoren                                                         |
| ----------- | ------------------------- | ------------------------ | --------------------------------------------------------------- |
| 1           | Peppino di Capri          | Non lo faccio più        | Depsa, Sergio Iodice, Fabrizio Berlincioni                      |
| 2           | Wess & Dori Ghezzi        | Come stai, con chi sei   | Cristiano Minellono, Felice Piccarreda, Umberto Balsamo         |
| 3           | Sandro Giacobbe           | Gli occhi di tua madre   | Sandro Giacobbe, Daniele Pace, Oscar Avogadro                   |
| 3           | Albatros                  | Volo AZ 504              | Vito Pallavicini, Toto Cutugno                                  |
| 5           | Paolo Frescura            | Due anelli               | Antonello De Sanctis, Paolo Frescura                            |
| 6           | Drupi                     | Sambariò                 | Luigi Albertelli, Enrico Riccardi                               |
| 7           | Carlo Gigli               | Più forte                | Schiava, Carlo Gigli                                            |
| 8           | Daniel Sentacruz Ensemble | Linda bella Linda        | Ciro Dammicco, Querencio, Sentacruz, Francesco Specchia         |
| 9           | Opera                     | L’ho persa ancora        | Filiberto Ricciardi, Oscar Avogadro, Daniele Pace               |
| 10          | Camaleonti                | Cuore di vetro           | Giancarlo Bigazzi, Totò Savio                                   |
| 11          | Orietta Berti             | Omar                     | Mario Battaini, Luciano Beretta                                 |
| 12          | La Strana Società         | Andiamo via              | Corrado Conti, Franco Cassano, Luigi Albertelli                 |
| 13          | Ricchi e Poveri           | Due storie dei musicanti | Luis Bacalov, Sergio Bardotti                                   |
| 14          | Patrizio Sandrelli        | Piccola donna addio      | Vincenzo Stavolo, Franco Zulian                                 |
| 15          | Sergio Endrigo            | Quando c’era il mare     | Sergio Endrigo                                                  |
| 16          | Miko                      | Signora tu               | Graziano Pegoraro, Pier Bozzetti                                |
| 17          | I Profeti                 | Cercati un’anima         | Donato Ciletti, Claudio Cavallaro, Daniele Pace, Oscar Avogadro |
| 18          | La Nuova Gente            | Che sarei                | Pippo Landro, Ettore Cardullo                                   |
|             | Gloriana                  | La canzone dei poveri    | Alfredo Gallo, Mallozzi                                         |
|             | Umberto Lupi              | Una casa senza nome      | Lorenzo Pilat, Mario Panzeri, Daniele Pace                      |
|             | Santino Rocchetti         | E tu mi manchi           | Simon Luca, Andrea Lo Vecchio                                   |
|             | Antonio Buonomo           | La femminista            | Leo Chiosso, Eduardo Alfieri                                    |
|             | Rosanna Fratello          | Il mio primo rossetto    | Umberto Napolitano, Nicola Salerno                              |
|             | Leano Morelli             | Nata libera              | Enzo Crippa, Leano Morelli                                      |
|             | Romina Power              | Noi due                  | Romina Power, Albano Carrisi                                    |
|             | Maggie Mae                | Sing My Song             | Cesare De Natale, Darini                                        |
|             | Armonium                  | Stella cadente           | Vincenzo Stavolo, Franco Zulian                                 |
|             | Vanna Leali               | Torno a casa             | Elide Suligoj, Paolo Limiti                                     |
|             | Ezio Maria Picciotta      | Uomo qualunque           | Ezio Maria Picciotta, Franco Migliacci, Dario Farina            |
|             | Silvano Vittorio          | Vieni                    | Andrea Lo Vecchio, Silvano Vittorio                             |

## Erfolge
Sechs der Finalbeiträge konnten sich im Anschluss auch in den Top 25 der Singlecharts positionieren. Dabei waren besonders das Daniel Sentacruz Ensemble und Sandro Giacobbe erfolgreich.

| Jahr | Titel Interpret                             | Höchstplatzierung, Gesamtwochen, AuszeichnungChartsChartplatzierungen (Jahr, Titel, Interpret, Platzierungen, Wochen, Auszeichnungen, Anmerkungen) | Anmerkungen |
| Jahr | Titel Interpret                             | IT | Anmerkungen |
| ---- | ------------------------------------------- | --- | ----------- |
| 1976 | Linda bella Linda Daniel Sentacruz Ensemble | IT2 (20 Wo.)IT | Platz 8     |
| 1976 | Gli occhi di tua madre Sandro Giacobbe      | IT3 (20 Wo.)IT | Platz 3     |
| 1976 | Volo AZ 504 Albatros                        | IT6 (13 Wo.)IT | Platz 3     |
| 1976 | Non lo faccio più Peppino di Capri          | IT14 (12 Wo.)IT | Platz 1     |
| 1976 | Sambariò Drupi                              | IT14 (20 Wo.)IT | Platz 6     |
| 1976 | Come stai con chi sei Wess & Dori Ghezzi    | IT20 (5 Wo.)IT | Platz 2     |

## Belege
1. ↑  M&D-Chartarchiv. Musica e dischi, abgerufen am 13. Februar 2018 (italienisch, kostenpflichtiger Abonnement-Zugang).